# Триумф (фрегат)
«Триумф» — парусный фрегат, а затем брандер Балтийского флота Российской империи, один из фрегатов типа «Шлиссельбург», участник Северной войны.

## Описание судна
Представитель серии парусных деревянных фрегатов типа «Шлиссельбург», строившихся на Олонецкой верфи в 1703—1704 годах. Всего в рамках серии было построено семь судов этого типа. Длина этих фрегатов по сведениям из различных источников могла составлять от 26 до 28 метров, ширина от 6,2 до 6,7 метра, а осадка от 2,7 до 2,9 метра. Вооружение судна в разное время составляли от 24 до 30 орудий, а экипаж состоял из 120 человек.

## История службы

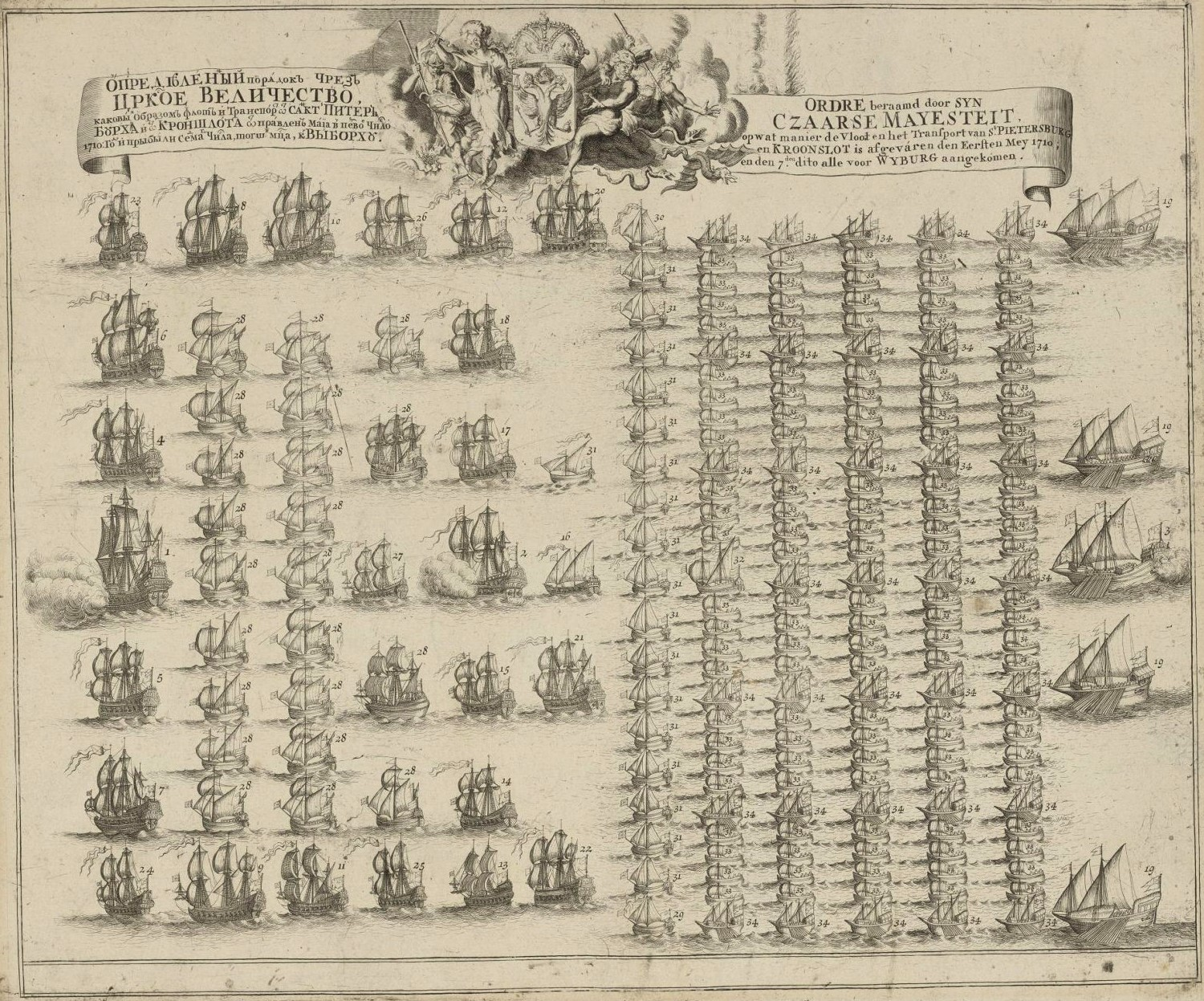
Порядок построения Балтийского флота во время похода к Выборгу

Фрегат «Триумф» был заложен на Олонецкой верфи 12 (23) ноября 1703 года и после спуска на воду 6 (17) августа 1704 года вошёл в состав Балтийского флота России. Строительство вёл кораблестроитель Корнелиус Буреинг. В том же году перешёл с верфи в Санкт-Петербург.
Принимал участие в Северной войне 1700—1721 годов. Ежегодно с 1705 по 1709 год с мая по октябрь входил в состав эскадры, выходившей к Кроншлоту для защиты Санкт-Петербурга со стороны моря, а на зимовку уходил в Неву. В это же время принимал участие в крейсерских плаваниях до Красной Горки и учебных маневрах на рейде.
В кампанию 1705 года под командованием шаутбенахта Яна фан-Реза непосредственно принимал участие в боевых действиях. С 5 (16) по 10 (21) июня находился в составе эскадры вице-адмирала Корнелиуса Крюйса, которая отражала атаку шведской эскадры адмирала Корнелиуса Анкаршерна на Котлин, и вёл перестрелку с судами противника.
В списке «судов царского флота», находившегося в мае 1708 года на якорях в тридцати верстах от Санкт-Петербурга между островом Ричарда и Кроншлотом под общим командованием генерал-адмирала Ф. М. Апраксина и вице-адмирала К. И. Крюйса, составленном английским дипломатом Чарльзом Уитвортом, фигурирует во составе отряда из 12 кораблей, состоявшего из кораблей «Думкрат», «Олифант», «Нарва», «Санкт-Петербург», «Святой Михаил», «Ивангород», «Триумф», «Кроншлот», «Фама», «Дерпт», «Штандарт» и «Шлиссельбург». В июле 1708 года на борту корабля скончался его командир капитан Иост Роос.
В 1710 году фрегат «Триумф» был переоборудован в одноимённый брандер с сохранением полного артиллерийского вооружения и численности экипажа, в том же году под командованием поручика Исака Андрисена Рооса принимал участие в Ледовом походе Балтийского флота к Выборгу.
Сведений о времени завершения службы и выводе фрегата из состава флота не сохранилось.

## Командиры фрегата
Командирами фрегата, а затем брандера «Триумф» в составе российского флота в разное время служили:
- поручик Исаак Андрисен (1704 год)[комм. 6][11];
- шаутбенахт Ян фан-Рез (1704—1705 годы)[комм. 7][12];
- капитан Иост Роос (1706—1708 годы)[комм. 8][8].
- поручик Исак Андрисен Роос (1710 год)[комм. 9][10].

### Комментарии
1. ↑  Также в серию входили фрегаты «Шлиссельбург», «Кроншлот», «Петербург», «Дерпт», «Нарва» и «Флигель-де-Фам».
2. ↑  92 фута.
3. ↑  22 фута.
4. ↑  9,5 фута.
5. ↑  Всего в списке фигурирует 12 линейных кораблей с 372 орудиями и 1540 членами экипажей, 8 галер с 64 орудиями и 4000 членами экипажей, 6 брандеров, 2 бомбардирских корабля и 305 мелких судов[6].
6. ↑  В русской транслитерации также встречается вариант написания фамилии Альберсен.
7. ↑  Голландец на русской службе, оригинал имени Jan van Reez.
8. ↑  Голландец на русской службе, оригинал имени Ioost Roos.
9. ↑  Оригинал имени Isack Roos.